# Нагорный (Саратовская область)
Нагорный — поселок в Лысогорском районе Саратовской области. Входит в состав Новокрасавского муниципального образования.

## География
Находится на левом берегу реки Медведица на расстоянии примерно 5 километров по прямой на юго-восток от районного центра поселка Лысые Горы.

## История
Официальная дата основания 1910 год. Уютный пригородный поселок.

## Население
Постоянное население составило 13 человека (русские 100%) в 2002 году, 9 в 2010.